# Filipp Shulman
Pour les articles homonymes, voir Shulman.
Filipp Evgenevitch Shulman (en russe : Филипп Евгеньевич Шульман), né le 6 octobre 1980, est un biathlète russe.

## Biographie
En 2002, il fait ses débuts en Coupe du monde à Östersund (18e), puis obtient trois podiums en relais en 2004 et 2005. Il se retire en 2007.

## Palmarès

### Championnats du monde
Il obtient son meilleur résultat en 2004 à Oberhof en terminant quatrième du sprint. Durant ces mêmes championnats, il se classe seizième de la poursuite, neuvième de la mass-start et cinquième du relais. Il a aussi participé aux Mondiaux 2007.

### Coupe du monde
- Meilleur classement général : 27e en 2004.
- 3 podiums en relais : 1 deuxième place et 2 troisièmes places.
- 5 fois dans les dix premiers d'épreuves individuelles.

### Championnats d'Europe
- Médaille d'argent du relais en 2003.

### Championnats d'Europe junior
- Médaille d'argent de la poursuite en 2000.

### Univetsiades
- Médaille d'or du relais en 2003.
- Médaille d'argent du relais en 2001.
- Médaille d'argent du sprint en 2001.